# 宇宙号运载火箭
宇宙号运载火箭（俄语：Ко́смос）苏联研制的几种非常不同的运载火箭的统称。
被称为“宇宙号”的火箭包括以下几种，请分别参见其主题条目：
- 宇宙-1
- 宇宙-2（包括63S1、63S1M和最后定型的量产型号63SM）
- 宇宙-3（包括不成功的基础型号11K65、量产型号宇宙-3M和改进型号宇宙-3MU）

美国国防部对宇宙-2的代号是“SL-7”，对宇宙-1和宇宙-3的代号是“SL-8”；美国国会的谢尔顿命名法称宇宙-2为“B-1”，称宇宙-1和宇宙-3为“C-1”。
在这些火箭中，宇宙-1是从R-14弹道导弹发展而来的；宇宙-3是从R-14的增长射程型R-14U发展而来的，可视为宇宙-1的改进型号；而宇宙-2则和它们完全无关，它是在R-12弹道导弹基础上研制的。R-12和R-14都是苏联著名导弹专家扬格利领导设计的中程弹道导弹。
各种宇宙号火箭之间的复杂关系如下：
最早研制的是以R-12为基础的63S1，该火箭在1961年进行了第一次发射。对63S1进行改进后得到了63S1M。最后定型的产品是63SM（生产代号11K63）。这一系火箭被称为“宇宙-2”。1964年，苏联人又尝试把R-14改装为运载火箭，这一系火箭被称为“宇宙-1”。但宇宙-1只是个过渡型号，不久苏联人在R-14U基础上研制出新的运载火箭，这一系火箭被称为“宇宙-3”。由于宇宙-3存在严重缺陷，它也变成了一种过渡型号。最后投入生产的是经过改进的宇宙-3M。在宇宙-3M基础上进一步改进，产生了宇宙-3MU。
所有种类的宇宙号火箭都是轻型运载火箭，它们中现在只有宇宙-3M还在发射。但宇宙-3M也已经停止生产，现在发射的火箭都是以前储备下来的。俄罗斯已决定用新研制的安加拉系列火箭中的轻型型号来取代宇宙号。

## 资料来源
- 《跨越千年：世界航天回顾与展望》，（俄罗斯）基谢列夫、梅德维捷夫、梅尼希科夫等著；ISBN 978-7-5612-2105-1
- 宇宙-1和宇宙-3
- 宇宙-2